# جوزيف أ. بويد جونيور
جوزيف أ. بويد جونيور (بالإنجليزية: Joseph A. Boyd, Jr.)‏ هو قاضي ومحامي أمريكي، ولد في 16 نوفمبر 1916 في هوستشتون في الولايات المتحدة، وتوفي في 26 أكتوبر 2007 في تالاهاسي في الولايات المتحدة.